# Praga TNT
Praga TNT je označení pro nerealizovaný model menšího trolejbusu, který byl konstrukčně zpracován v roce 1937.

## Konstrukce
TNT měl být dvounápravový trolejbus vhodný především pro menší města, která provozují trolejbusovou dopravu. Mechanicky i elektricky vycházel z třínápravového typu TOT. V levé bočnici se měly nacházet dvoje dvoukřídlé skládací dveře. Uspořádání sedaček v interiéru mělo být poměrně neobvyklé: od druhých dveří, které měly být zhruba v polovině délky vozu, dozadu měly být sedačky příčné, ve zbytku trolejbusu se měly nacházet sedačky podélné.
Konstrukčně byl vůz TNT zpracován v roce 1937. O dva roky později ale vznikl nový ideový návrh delšího trolejbusu se stejným označením.